# Рук, Памела
Памела Рук (англ. Pamela Rooke, 23 июня 1955, Сифорд, Восточный Суссекс — 3 апреля 2022, Восточный Суссекс), также известная как Джордан Муни (англ. Jordan Mooney) или просто Джордан— английская фотомодель и актриса, получившая известность сотрудничеством с Вивьен Вествуд, в частности, работая продавцом в бутике Sex в 1976 году, а также благодаря посещению многих ранних выступлений группы Sex Pistols, что отразилось в исторической хронике. Рук имела специфическое чувство стиля. Её визитные карточки — пышная, обесцвеченная причёска и тёмный макияж вокруг глаз, как у енота, сделали девушку иконой лондонского панк-движения. Наряду с Джонни Роттеном, Женщиной-кошкой Су и Сьюзи Сью, Рук приписывают создание образа британского панка.

## Биография
Проживая в Сифорде, Восточный Суссекс, в возрасте 14 лет Памела Рук официально переименовала себя в Джордан (без среднего имени). Она впервые попала в дом 430 на Кингс-роуд, (в золотых туфлях на шпильке, в прозрачной сетчатой юбке и с белой пышной причёской), когда бутик одежды только-только переименовали из «Too Fast To Live, Too Young To Die» в «Sex», но поскольку вакансий не было, Памеле «пришлось устроиться в Harrods, на третий этаж, в магазинчик под названием „Way In“ … Несколько недель спустя мне позвонил Майкл [Коллинз, менеджер] и спросил, могу ли я прийти.… Малкольм [Макларен] ещё был в Нью-Йорке с рок-группой The New York Dolls, когда меня наняли». «В 1976 году я работала в бутике "Sex", принадлежащем Вивьен Вествуд и Макларену». Вскоре Sex Pistols дебютировали на телевидении, и Малькольм, который ими руководил, попросил Памелу выйти с ними на сцену, объяснив, что своим внешним видом она придаст колорит группе. Памела говорит, что «это было весело, и я выступала с ними на нескольких концертах. После этого я время от времени появлялась в таблоидах как "лицо панк-рока"».

Ежедневные поездки девушки из Сифорда в Лондон занимали около двух часов. Она вспоминала, что её вызывающий внешний вид становился причиной частых проблем: 
Я ездила так около двух лет. В поезде со мной случилось несколько неприятных инцидентов. Мне часто докучали туристы, предлагавшие заплатить деньги за возможность меня сфотографировать … хуже того, мамаши говорили, что я расстраиваю и развращаю их детей, и как я вообще смею садиться в поезд в таком виде. Однажды кто-то попытался сбросить меня с поезда, буквально вышвырнуть за дверь, поэтому представитель British Rail посоветовал мне садиться в первый класс, чтобы я не попала в беду.
В конце 1970-х Рук была одним из первых менеджеров группы Adam and the Ants, записав с ней песню «Lou» (о Лу Риде) для передачи Джона Пила на радио BBC Radio 1, в качестве приглашенной вокалистки. Впоследствии она часто исполняла её вживую на концертах Adam and the Ants — в период с середины 1977 года по май 1978 года, после чего прекратила с ними сотрудничество. В 1980-х Рук исполняла обязанности менеджера группы Wide Boy Awake, в которой гитаристом был её тогдашний муж Кевин Муни (бывший басист Adam and the Ants).
Рук сыграла эпизодическую роль в дебютном фильме Дерека Джармана «Себастьян», а также получила главную в его следующей работе — «Юбилей», перевоплотившись в панк-антиисторика Амилу Нитрату (названную в честь наркотика изоамилнитрита). Помимо этого Рук приняла участие в съёмках фильма «Великое рок-н-ролльное надувательство» Джульена Темпла, в футболке с надписью «Только анархисты красивы» (англ. Only anarchists are pretty), а также появилась на сцене с Sex Pistols во время телевизионного дебюта песни «Anarchy in the U.K.» — в августе 1976 года.
В 1984 году, после развода с Муни, она вернулась в Сифорд, занималась разведением бурманских кошек и работала ветеринарной медсестрой. Автобиография Рук «Вопреки гравитации: история Джордан» (англ. Defying Gravity: Jordan's Story), написанная совместно с Кэти Ансуорт, была опубликована издательством Omnibus Press в 2019 году.
Рук умерла 3 апреля 2022 года от холангиокарциномы, в возрасте 66 лет.

## В популярной культуре
В британском мини-сериале «Пи́стол», базирующийся на истории группы Sex Pistols, роль Памелы Рук исполнила актриса Мэйси Уильямс. Сама Рук выступала консультантом  проекта, в частности занималась подбором костюмов.